# Championnat d'Équateur de football 1966
Navigation
Saison précédente Saison suivante
La saison 1966 du Championnat d'Équateur de football est la 8e édition du championnat de première division en Équateur. Seize clubs, issus des championnats régionaux (Costa et Sierra) participent à la compétition nationale. Ils sont regroupées au sein d'une poule unique où toutes les équipes se rencontrent deux fois, à domicile et à l'extérieur.
C'est le Barcelona Sporting Club qui remporte la compétition après avoir terminé en tête du classement final, avec un point d'avance sur le tenant du titre, le Club Sport Emelec et six sur le Club Deportivo Politécnico. C'est le 3e titre de champion de l'histoire du club.

## Les clubs participants
| - Club Sport Emelec - Barcelona Sporting Club - CDU Católica del Ecuador - LDU Quito - América de Ambato - América de Quito - Club Social y Deportivo Macará - América de Manta | - Club Deportivo El Nacional - Sociedad Deportiva Aucas - Club Sport Patria - Club 9 de Octubre - Deportivo Español Guayaquil - Club Deportivo River Plate Ecuador - Norte América - Club Deportivo Politécnico |

## Compétition
Le barème utilisé pour établir le classement est le suivant :
- Victoire : 2 points
- Match nul : 1 point
- Défaite : 0 point

### Première phase

#### Groupe A - Sierra
| Rang | Équipe                     | Pts | J | G | N | P | Bp | Bc | Diff |  | Résultats (▼ dom., ► ext.) | ElN | LDU | Cat | Amb |
| ---- | -------------------------- | --- | - | - | - | - | -- | -- | ---- |  | -------------------------- | --- | --- | --- | --- |
| 1    | Club Deportivo El Nacional | 11  | 6 | 5 | 1 | 0 | 16 | 5  | +11  |  | El Nacional                |     | 2-2 | 4-1 | 2-0 |
| 2    | LDU Quito                  | 9   | 6 | 4 | 1 | 1 | 15 | 8  | +7   |  | LDU Quito                  | 1-0 |     | 3-1 | 4-1 |
| 3    | CDU Católica del Ecuador   | 4   | 6 | 2 | 0 | 4 | 11 | 15 | -4   |  | Univ. Catolica             | 1-2 | 0-3 |     | 4-0 |
| 4    | América de Ambato          | 0   | 6 | 0 | 0 | 6 | 8  | 22 | -14  |  | A. Ambato                  | 3-5 | 1-3 | 3-4 |     |

#### Groupe B - Sierra
| Rang | Équipe                         | Pts | J | G | N | P | Bp | Bc | Diff |  | Résultats (▼ dom., ► ext.) | Auc | AQu | Pol | Mac |
| ---- | ------------------------------ | --- | - | - | - | - | -- | -- | ---- |  | -------------------------- | --- | --- | --- | --- |
| 1    | Club Deportivo Politécnico     | 7   | 6 | 2 | 3 | 1 | 8  | 7  | +1   |  | Aucas                      |     | 0-0 | 2-1 | 0-1 |
| 2    | Sociedad Deportiva Aucas       | 6   | 6 | 2 | 2 | 2 | 6  | 5  | +1   |  | A. Quito                   | 0-2 |     | 2-2 | 8-0 |
| 3    | América de Quito               | 6   | 6 | 1 | 4 | 1 | 10 | 4  | +6   |  | Politecnico                | 0-0 | 0-0 |     | 2-1 |
| 4    | Club Social y Deportivo Macará | 5   | 6 | 2 | 1 | 3 | 7  | 15 | -8   |  | Macara                     | 3-2 | 0-0 | 2-3 |     |

#### Groupe A - Costa
| Rang | Équipe            | Pts | J | G | N | P | Bp | Bc | Diff |  | Résultats (▼ dom., ► ext.) | 9Oc | Eme | Pat | AMa |
| ---- | ----------------- | --- | - | - | - | - | -- | -- | ---- |  | -------------------------- | --- | --- | --- | --- |
| 1    | Club Sport Patria | 8   | 6 | 4 | 0 | 2 | 7  | 4  | +3   |  | 9 de Octubre               |     | 0-4 | 0-2 | 2-0 |
| 2    | Club Sport Emelec | 6   | 6 | 3 | 0 | 3 | 11 | 5  | +6   |  | Emelec                     | 0-1 |     | 0-1 | 3-0 |
| 3    | Club 9 de Octubre | 6   | 6 | 3 | 0 | 3 | 5  | 8  | -3   |  | Patria                     | 0-1 | 0-3 |     | 3-0 |
| 4    | América de Manta  | 4   | 6 | 2 | 0 | 4 | 5  | 11 | -6   |  | A. Manta                   | 2-1 | 3-1 | 0-1 |     |

#### Groupe B - Costa
| Rang | Équipe                             | Pts | J | G | N | P | Bp | Bc | Diff |  | Résultats (▼ dom., ► ext.) | Bar | Esp | Nor | Riv |
| ---- | ---------------------------------- | --- | - | - | - | - | -- | -- | ---- |  | -------------------------- | --- | --- | --- | --- |
| 1    | Barcelona Sporting Club            | 11  | 6 | 5 | 1 | 0 | 16 | 5  | +11  |  | Barcelona                  |     | 1-0 | 3-0 | 3-2 |
| 2    | Deportivo Español Guayaquil        | 7   | 6 | 3 | 1 | 2 | 9  | 6  | +3   |  | Español                    | 0-0 |     | 3-0 | 4-2 |
| 3    | Club Deportivo River Plate Ecuador | 4   | 6 | 2 | 0 | 4 | 10 | 15 | -5   |  | Norte América              | 3-5 | 0-1 |     | 2-1 |
| 4    | Norte América                      | 2   | 6 | 1 | 0 | 5 | 6  | 15 | -9   |  | River Plate                | 0-4 | 3-1 | 2-1 |     |

### Seconde phase
| Rang | Équipe                      | Pts | J  | G | N | P  | Bp | Bc | Diff |
| ---- | --------------------------- | --- | -- | - | - | -- | -- | -- | ---- |
| 1    | Barcelona Sporting Club     | 21  | 14 | 8 | 5 | 1  | 23 | 10 | +13  |
| 2    | Club Sport Emelec T         | 20  | 14 | 9 | 2 | 3  | 27 | 13 | +14  |
| 3    | Club Deportivo Politécnico  | 16  | 14 | 7 | 2 | 5  | 27 | 26 | +1   |
| 4    | LDU Quito                   | 15  | 14 | 6 | 3 | 5  | 29 | 25 | +4   |
| 5    | Club Sport Patria           | 14  | 14 | 6 | 2 | 6  | 19 | 20 | -1   |
| 6    | Club Deportivo El Nacional  | 14  | 14 | 4 | 6 | 4  | 15 | 16 | -1   |
| 7    | Sociedad Deportiva Aucas    | 7   | 14 | 1 | 5 | 8  | 13 | 28 | -15  |
| 8    | Deportivo Español Guayaquil | 5   | 14 | 2 | 1 | 11 | 20 | 35 | -15  |

|  | Qualification pour la Copa Libertadores 1967 |
|  | T : Tenant du titre                          |

### Matchs
| Résultats (▼dom., ►ext.)    | BAR | EME | ESP | PAT | AUC | ELN | LDU | POL |
| Barcelona Sporting Club     |     | 0-1 | 4-2 | 1-0 | 2-1 | 1-0 | 2-0 | 4-0 |
| Club Sport Emelec           | 0-0 |     | 3-1 | 1-2 | 4-0 | 3-0 | 3-1 | 3-0 |
| Deportivo Español Guayaquil | 1-2 | 1-3 |     | 1-4 | 4-1 | 1-2 | 2-2 | 1-2 |
| Club Sport Patria           | 1-3 | 1-2 | 3-2 |     | 2-1 | 0-0 | 1-0 | 1-2 |
| Sociedad Deportiva Aucas    | 1-1 | 1-1 | 0-1 | 0-1 |     | 1-1 | 1-5 | 2-2 |
| Club Deportivo El Nacional  | 1-1 | 4-1 | 1-0 | 1-1 | 0-0 |     | 2-1 | 1-2 |
| LDU Quito                   | 1-1 | 1-0 | 4-2 | 3-1 | 2-4 | 1-1 |     | 5-4 |
| Club Deportivo Politécnico  | 1-1 | 1-2 | 4-1 | 3-1 | 2-0 | 3-1 | 1-3 |     |

## Bilan de la saison
| Championnat d'Équateur de football 1966 |                                    |
| Champion                                | Barcelona Sporting Club (3e titre) |
| Qualifications continentales            |                                    |
| Copa Libertadores 1967                  | Barcelona Sporting Club            |
| Copa Libertadores 1967                  | Club Sport Emelec                  |
| Promotions et relégations               |                                    |
| Promus en Primera División              | Manta Sport Club                   |
| Promus en Primera División              | Club Social y Deportivo Macará     |
| Promus en Primera División              | América de Quito                   |
| Relégués en Segunda División            | Sociedad Deportiva Aucas           |